# Santiago Amatepec
Santiago Amatepec är en ort i Mexiko.   Den ligger i kommunen Totontepec Villa de Morelos och delstaten Oaxaca, i den sydöstra delen av landet, 400 km sydost om huvudstaden Mexico City. Santiago Amatepec ligger 1 948 meter över havet och antalet invånare är 288.
Terrängen runt Santiago Amatepec är bergig åt sydost, men åt nordväst är den kuperad. Runt Santiago Amatepec är det glesbefolkat, med 19 invånare per kvadratkilometer. Närmaste större samhälle är La Candelaria, 10,7 km sydost om Santiago Amatepec. I omgivningarna runt Santiago Amatepec växer i huvudsak städsegrön lövskog.